# Dactylodenia regeliana
Dactylodenia regeliana là một loài thực vật có hoa trong họ Lan. Loài này được (Brügger) Peitz mô tả khoa học đầu tiên năm 1972.